# トマス・ルポ
トマス・ルポ（Thomas Lupo, 1571年8月7日受洗 – 1627年［12月？］） は、イングランドの作曲家・ヴァイオル奏者。ルネサンス音楽末期から初期バロック音楽にかけて活躍したイギリスの音楽家の一人であり、オーランド・ギボンズ、ジョン・コプラリオ、アルフォンソ・フェッラボスコ2世らとともに、ヴァイオル・コンソートの発展を担った主要な一人である。

## 生涯
数世代にわたって音楽家を輩出した著名な家庭に生まれる。父親ジョゼフ・ルポはヴェネツィア出身のイタリア人弦楽器奏者で、まずアントウェルペンに渡った後、ロンドン入りした。トマス・ルポはおそらくロンドン生まれである。1588年に16歳の若さでエリザベス1世のヴァイオリン・コンソートに入団したが、つまるところ1591年になるまで無報酬のままだった。トマスは生涯にわたって宮廷楽士の地位にあった。1610年からジェームズ1世の王太子ヘンリーに、1617年から王太子チャールズ（後のチャールズ1世に仕えた。
1627年の現存する史料によると、ルポは経済的な困難にあり、将来の収入100ポンドを債権者に譲り渡してしまったという。報告書はさらに、夫人がこれに激しく反対して、何とか思いとどまらせようと試みた、と続けている。おそらく1627年の12月に没したらしい。

## 作品と影響力
トマス・ルポは、ヴァイオル・コンソートの楽曲の発展における主要人物のひとりであった。しかもルポは、宗教曲の重要な作曲家でもあった。おそらく宮廷ヴァイオリン楽団のためにかなりの量の作品を提供したはずだが、これらは1曲も現存していない。しかしながら当時の作者不詳のヴァイオリン曲の多くが、ルポ作品ではないかと仮定されてきた。
ルポが作曲したヴァイオル曲のほとんどが、2声部から6声部の作品で、皇太子時代のチャールズ1世に御所で仕えていた時期に遡る。作品の多くは対位法的で、とりわけ5声や6声の作品は、テクスチュアがイタリアのマドリガーレのよすがを感じさせる。ルポはとりわけ、1590年代にイングランドで受容された、ルカ・マレンツィオの作曲様式の模倣者であった。
ルポの3声や4声のコンソート音楽はより実験的であり、バスやトレブルを3声部かさねたり、コンソート音楽にオルガン伴奏を用いるなど、当時の他の作曲家には見られないような編成をしばしば用いている。
ルポによる器楽曲の例として、ファンタジア、パヴァーヌ、ガリヤルド、アルマンドがある。ファンタジアのいくつかは、イタリア語マドリガーレを直截に編曲したものとなっている。